# Dobrodružství pana Peabodyho a Shermana
Dobrodružství pana Peabodyho a Shermana je americký animovaný film (plná počítačová animace) z roku 2014 studia DreamWorks Animation společnosti Twentieth Century Fox (tvůrci např. filmu Croodsovi nebo Asterix a Obelix). Režii snímku měl na starosti Rob Minkoff.

## Mluví
- Ty Burrell jako Pan Peabody
- Max Charles jako Sherman
- Ariel Winter jako Penny Peterson
- Stephen Colbert jako Paul Peterson
- Leslie Mann jako Patty Peterson
- Allison Janney jako Karen "Edwina" Grunionová
- Karan Brar jako Mason
- Joshua Rush jako Carl
- Stephen Tobolowsky jako Ředitel Purdy
- Dennis Haysbert jako Soudce
- Lauri Fraser jako Marie Antoinetta
- Guillaume Aretos jako Maximilien Robespierre
- Stanley Tucci jako Leonardo da Vinci
- Zach Callison jako Král Tutanchamon
- Patrick Warburton jako Král Agamemnón
- Lake Bell jako Mona Lisa
- Mel Brooks jako Albert Einstein
- Tom McGrath jako Odysseus
- Al Rodrigo jako Aiás
- Jess Harnell jako George Washington, Abraham Lincoln, Bill Clinton a Isaac Newton
- Walt Dohrn jako Spartakus

Ve filmu vystupují v menších rolích i další historicky významné postavy jako například: Benjamin Franklin, Mahátma Gándhí, Královná Viktorie, William Shakespeare, Vincent van Gogh, Ludwig van Beethoven, Galileo Galilei, Bratři Wrightové, Konfucius, Jackie Robinson nebo Mojžíš ve své dětské podobě.

## České znění
- Ivan Trojan – Pan Peabody
- Jan Köhler – Sherman
- Viktorie Taberyová – Penny Petersonová
- Ladislav Cigánek – pan Peterson
- Jana Mařasová – Patty Petersonová
- Zuzana Schulzová – slečna Grunionová
- Otakar Brousek ml. – Leonardo da Vinci
- Jolana Smyčková – Mona Lisa